# Burrinia humbertiana
Burrinia humbertiana är en insektsart som först beskrevs av Henri Saussure 1903.  Burrinia humbertiana ingår i släktet Burrinia och familjen Chorotypidae. Inga underarter finns listade i Catalogue of Life.